# Vencsou–Fucsou-vasútvonal
A Vencsou–Fucsou-vasútvonal (egyszerűsített kínai írással: 温福铁路; tradicionális kínai írással: 温廈鐵路; pinjin: wēnfú Tiělù) egy 298,4 km hosszú, kétvágányú, 25 kV 50 Hz-cel villamosított nagysebességű vasútvonal Kínában Vencsou és Fucsou (Fuzhou) között. Az építkezés 2005 augusztusában kezdődött; a vonal a teherforgalom számára 2009. július 1-én nyílt meg. A személyforgalom 2009. szeptember 28-án indult meg. A személyszállító vonatok legnagyobb sebessége 250 km/h, a legrövidebb eljutási idő a két város között 1,5 óra. A vonal megépítése 12,66 milliárd kínai jüanba került. A pálya 78%-a hídon vagy alagútban halad, miközben érinti Zsujan, Cangnan, Futing, Ningtö, Lojüan és Liencsiang városokat. A vonal része az 1745 km hosszú Hangcsou–Fucsou–Sencsen nagysebességű vasútvonalnak.